# El Pinalito
El Pinalito är en ort i Mexiko.   Den ligger i kommunen Cadereyta de Montes och delstaten Querétaro Arteaga, i den centrala delen av landet, 160 km norr om huvudstaden Mexico City. El Pinalito ligger 2 982 meter över havet och antalet invånare är 171.
Terrängen runt El Pinalito är bergig åt sydost, men åt nordväst är den kuperad. El Pinalito ligger uppe på en höjd. Runt El Pinalito är det ganska glesbefolkat, med 38 invånare per kvadratkilometer. Närmaste större samhälle är Bella Vista del Río, 11,8 km söder om El Pinalito. Trakten runt El Pinalito består i huvudsak av gräsmarker.